# Clinical and Experimental Otorhinolaryngology
Clinical and Experimental Otorhinolaryngology is een internationaal, aan collegiale toetsing onderworpen open access wetenschappelijk tijdschrift op het gebied van de otorinolaryngologie.
De naam wordt in literatuurverwijzingen meestal afgekort tot Clin. Exp. Otorhinolaryngol.
Het wordt uitgegeven door de  Korean Society of Otorhinolaryngology en verschijnt 4 keer per jaar.
Het eerste nummer verscheen in 2008.